# Manfred Pamminger
Manfred Pamminger (* 28. Dezember 1977 in Salzburg) ist ein ehemaliger österreichischer Fußballspieler und heutiger Fußballfunktionär.

## Karriere
Pamminger begann seine Karriere beim SV Seekirchen 1945 und kam über das Bundesnachwuchsleistungszentrum in den Kader des von Heribert Weber trainierten Bundesligisten SV Austria Salzburg. Dort vermochte sich der offensive Mittelfeldspieler nicht durchzusetzen und wurde in die Zweite Liga an SV Braunau verliehen. In der Sommerpause 2002 wechselte er zum SC Austria Lustenau und entwickelte sich allmählich zu einem verlässlichen Führungsspieler und zum Kapitän der Mannschaft. 
Im Mai 2006 unterschrieb der Seekirchener beim Bundesligisten ASKÖ Pasching, der damals als FC Superfund auftrat. Beim oberösterreichischen Verein mit Europacup-Ambitionen konnte er sich, trotz großer Konkurrenz, von Beginn an einen Stammplatz im zentralen Mittelfeld erkämpfen. 2008 ging er zum SC Schwanenstadt, ehe er schon in der Winterpause zum Bundesligaclub SCR Altach wechselte. Dort spielte er bis zum Sommer 2010, wechselte dann zum SV Grödig, um schon eine halbe Saison später (Winter 2010/2011) den Verein in Richtung USK Anif zu verlassen. In Anif sollte er der Mannschaft helfen in die Erste Liga aufzusteigen, was aber letztendlich scheiterte. Zur Saison 2011/12 wechselte er zum FC Red Bull Salzburg, wo er einen Vertrag bis 2013 unterschrieb und dort die Zweite Mannschaft, die Juniors, als Führungsspieler unterstützen soll.
2013 beendete er seine Profikarriere und wechselte zum USC Eugendorf in die Regionalliga West. Für den neugegründeten FC Liefering ist er nach seinem Karriereende als Profifußballer als Teammanager tätig.